# Pseudothiella hirtellae
Pseudothiella hirtellae — вид грибів, що належить до монотипового роду Pseudothiella.